# Sagittaria guayanensis
Sagittaria guayanensis là một loài thực vật có hoa trong họ Alismataceae. Loài này được Kunth miêu tả khoa học đầu tiên năm 1816.